# Hump de Bump
 (mai 2017).
Si vous disposez d'ouvrages ou d'articles de référence ou si vous connaissez des sites web de qualité traitant du thème abordé ici, merci de compléter l'article en donnant les références utiles à sa vérifiabilité et en les liant à la section « Notes et références ».
Singles de Red Hot Chili Peppers
Desecration Smile
(2007) The Adventures of Rain Dance Maggie
(2011)
Hump de Bump est une chanson du groupe de rock californien Red Hot Chili Peppers, cinquième single extrait de l'album Stadium Arcadium.

## La musique
Hump De Bump est le cinquième extrait single de l'album Stadium Arcadium des Red Hot Chili Peppers. Cette chanson au style très funk nous rappelle les débuts des Red Hot. Il contient un solo de batterie d'environ une minute de Chad Smith, et des interventions de Flea à la trompette lors des deuxième et troisième refrains, ainsi que dans l'introduction. Comme dans la plupart des titres de Stadium Arcadium, Josh Klinghoffer joue de la guitare additionnelle aux côtés de John Frusciante.

## Le clip
Le clip, réalisé par Chris Rock, créateur de la série télévisée Tout le monde déteste Chris, a été tourné dans les studios de la série, en reprenant exactement le même décor. On reconnait donc le quartier de Chris.
On remarquera que c'est l'un des rares clips où apparait Josh Klinghoffer, le guitariste additionnel des Red Hot Chili Peppers. Le clip met en scène une fête plutôt privée et sélective qui est sabotée par les Red Hot Chili Peppers, en organisant un mini-concert juste à côté, attirant ainsi tous les participants à la fête.

## Anecdotes
Le titre devait être le quatrième extrait de l'album, mais a finalement été remplacé par Desecration Smile à la quatrième place.